# James S.A. Corey
James S. A. Corey is het gezamenlijke pseudoniem van het Amerikaanse schrijversduo Ty Franck en Daniel Abraham. Zij schreven samen onder meer de The Expanse-serie, die bestaat uit negen boeken, zes novelles en drie korte verhalen. Ze wonnen in 2014 een Locus Award voor het derde boek hiervan (Abaddon's Gate) en in 2020 de Hugo Award voor beste serie.

## Biografisch
Abraham publiceerde al vijftien jaar boeken en korte verhalen toen hij in 2011 ging samenwerken met Franck, een bedenker van roleplayinggames. Ze namen samen het pseudoniem James S. A. Corey aan, een samenstelling van hun tweede namen. Abraham bleef daarnaast ook onder zijn eigen naam verder schrijven aan zijn Black Sun's Daughter- en The Dagger and the Coin-series.
Franck bedacht The Expanse oorspronkelijk als een sciencefiction-wereld voor een roleplayinggame. Hij ontmoette Abraham toen die hier een keer aan deelnam. Abraham vroeg daarop toestemming om een boek te schrijven over The Expanse. Hij zou dit doen op basis van Francks aantekeningen, maar die raakte na het lezen van de eerste hoofdstukken dusdanig geïnteresseerd dat ze de serie samen gingen schrijven. Daarbij ging Franck zich vooral richten op het bedenken van het verhaal en de wereld waarin zich dit afspeelt en Abraham op de vertelling en verhaalstructuur. Daarbij ruilden ze na het schrijven van ieder deel steeds hun werk met elkaar om dat van de ander te herschrijven en zo samen tot één verhaal te komen.
De samenwerking resulteerde in een serie van negen boeken, zes novelles en drie korte verhalen. Het verhaal hiervan speelt zich af in een toekomst waarin de mensheid vrijwel heel het zonnestelsel heeft gekoloniseerd. De politieke bestuurders van de Aarde en Mars zijn hierin grote mogendheden die om de macht in het heelal strijden. Dit wordt in ieder boek beleefd (en verteld) door meerdere en andere personages op verschillende locaties in het universum. The Expanse werd in 2015 bewerkt tot een gelijknamige televisieserie die zes seizoenen (62 afleveringen liep), eerst op Syfy en vanaf seizoen vier op Prime Video. Franck en Abraham dienden ook voor de televisieserie als schrijvers. Ze wonnen Hugo Awards voor Nemesis Games en Babylon's Ashes, de slotafleveringen van seizoen vijf en zes.
Abraham en Franck brachten in 2014 ook het boek Honor Among Thieves uit onder de naam James S.A. Corey. Dit speelt zich af in de wereld van Star Wars, tussen de eerste en tweede film.

### The Expanse-serie (boeken)
- 2011 - Leviathan Wakes
- 2012 - Caliban's War
- 2013 - Abaddon's Gate
- 2014 - Cibola Burn
- 2015 - Nemesis Games
- 2016 - Babylon's Ashes
- 2017 - Persepolis Rising
- 2019 - Tiamat's Wrath
- 2021 - Leviathan Falls

### The Expanse-serie (novelles)
- 2012 - Gods of Risk
- 2013 - The Churn
- 2015 - The Vital Abyss
- 2017 - Strange Dogs
- 2019 - Auberon
- 2022 - The Sins of Our Fathers

### The Expanse-serie (verhalenbundel)
- 2022 - Memory's Legion: The Complete Expanse Story Collection[2]

### Overig
- 2014 - Honor Among Thieves